# May Nilsson
May Nilsson, född 5 maj 1921, död 7 november 2009, var en svensk utförsskidåkare. Hon upptäcktes 1936 vid Skidfrämjandets skidskola i Storlien. Hon tog totalt 8 individuella SM-titlar, alla i slalom, 1939-41, 1943, 1945-48. Åren 1942 och 1944 segrade hennes syster Britt Nilsson. Deras bror Åke Nilsson tog fyra SM-guld. 
May Nilsson tog VM-brons i slalom för damer vid världsmästerskapen i alpin skidsport 1939 i Zakopane i Polen. Hon blev även fransk mästare i slalom 1956.
Nilsson flyttade till Frankrike omkring 1948 och gifte sig med den franske utförsåkaren Maurice Lafforgue, född 1913 i Luchon, Frankrike, död 1970. Han var också utförsåkare med två VM-silvermedaljer från Chamonix, 1937 (störtlopp och kombination)
Deras tvilling-döttrar Brigitte Duvillard-Lafforgue och Ingrid Lafforgue, födda 1948-11-05 i Luchon, hade också stora framgångar i skidbackarna:
Brigitte: 7 segrar i WC. 40 placeringar i topp-tio i World Cup. 8:a i storslalom i Sapporo-OS 1972.
Ingrid: 7 segrar i WC. 31 placeringar i topp-tio i Worl Cup. VM-Silver i storslalom och guld i slalom
Brigitte gifte sig med den kände franske utförsåkaren Henri Duvillard och slog sig ner i Megève i södra Frankrike. De fick i sin tur två döttrar som också blev professionella utförsåkare och deltagare i World Cup och VM. De är Kristina Duvillard, född 1975-11-22, i Megève, Frankrike och Julie Duvillard född 1978-04-16 i Megève, Frankrike.